# Ultraman Tiga
Ultraman Tiga (ウルトラマンティガ, Urutoraman Tiga) é uma série de TV japonesa e a décima segunda Série Ultra. Produzido pela Tsuburaya Productions, Ultraman Tiga foi ao ar entre 7 de setembro de 1996 e 30 de Agosto de 1997, num total de 52 episódios e 3 filmes (sendo que um foi uma participação especial e outro, Legend of the Spark Lens, feito especialmente para o mercado consumidor chinês de Hong Kong, em homenagem à tradição sino-japonesa do Ultraman).
Depois de um hiato de mais de 15 anos na franquia, a ação de Ultraman Tiga transcorre num universo diferente das séries anteriores e com um visual e colorido atualizados. Tiga é o primeiro Ultraman com modos de combate múltiplos e cores não-avermelhadas.
No Brasil, a série chegou em 1999 pela empresa Mundial Filmes e logo foi exibida incompleta em 2000, na Rede Record , no extinto programa Eliana & Alegria.
Também foi exibido por completo em 2005 na Rede 21.

## Enredo
Situado no período 2007-2010 (2049 na dublagem norte americana exibida pela 4Kids nos Estados Unidos), monstros gigantes e alienígenas conquistar começam a aparecer, como foi anunciado por uma profecia apocalíptica sobre um caos incontrolável sobre a Terra. Diante da ameaça, o TPC (Organização da Paz pela Terra) é criado, tal como o seu ramo, GUTS (Pelotão global de tarefa ilimitada). Através de uma mensagem holográfica em uma cápsula encontrada por pesquisadores, a GUTS adquire conhecimento sobre uma pirâmide de ouro construído por uma civilização antiga. No local, três estátuas de uma raça de gigantes que defenderam a civilização humana precoce na Terra cerca de 30.000.000 de anos de Super Monstros antigos e outras forças da escuridão são encontrados, mas dois deles são destruídos pelos monstros Golza e Melba. O terceiro ganha vida a partir da energia vital do oficial Daigo, descendente da antiga raça. Daigo e a estátua restante se fundem em um único ser, feito de luz. Pouco depois de derrotar os dois monstros, é revelado a Daigo pelo holograma da profecia que 30 milhões de anos no passado, um grande mal que nem mesmo os gigantes poderiam parar, destruiu a antiga civilização. O mesmo mal reaparece no final da série, o rei das trevas Ghatanothoa, e seus servos, e Gijera Zoigar. Ghatanothoa derrota Tiga com facilidade, resistindo às Delcalium Light Stream e uma versão modificada do Raio Zepellion, derrotando Tiga, e o transforma de volta em uma estátua, mas a luz da humanidade é capaz de transformá-lo em Glitter Tiga, dando-lhe o poder de derrotar Ghatanothoa e salvar a Terra.
No entanto, a vitória Tiga veio com um custo. Daigo já não era capaz de se tornar Tiga após a Cápsula Beta desintegra em pó e depois de sua batalha final. É, em última análise revelou que Tiga, embora já não vinculado a Daigo, a sua energia agora permanece no coração de todos aqueles que acreditam em Tiga, força interior e justiça. Dadas as condições certas, como momentos de desespero, as faíscas irão reunir-se e a estátua Tiga seria revitalizada.
No filme "A Odisseia Final", fixado em dois anos após a batalha final de Tiga, Daigo foi abordado por uma misteriosa mulher que possuía uma versão escura da Cápsula Beta. É então revelado que há mais de 30 milhões anos Tiga foi originalmente mal na natureza, parte de um grupo de quatro que dominava a Terra. O grupo era formado por Dark Tiga, a mulher de ouro com habilidades telepáticas, um Ultraman do mal vermelho com força sobre-humana e outra em roxo com velocidade sobre-humana. Um dia, Tiga se apaixonou por uma nativa local, e decidiu converter-se das trevas para protegê-la do perigo. Sendo o mais fraco dos quatro, Tiga rapidamente se tornou um alvo do grupo. No entanto, sem o conhecimento do grupo, o original "talento" Dark Tiga tinha a capacidade de absorver os poderes dos inimigos caídos. Como ele eliminou cada um dos três membros escuro, ele absorveu seus poderes o que explica os padrões de Tiga nova cor (roxo, vermelho e dourado forrado com sua prata original). Convencido por sua capacidade de converter a última conhecida Cápsula Beta para o bem, Daigo aceita o presente e se torna Tiga novamente mais uma vez, sobrevive à sua luta interior e desaparece na escuridão interior.

## GUTS
- Daigo Madoka / Ultraman Tiga (ウルトラマンティガ , Madoka Daigo / Urutoraman Tiga?): O principal protagonista e personagem da série. Ultraman Tiga na forma humana, é apaixonado, ingênuo, de olhos arregalados, ansioso, sério e de bom coração com o tipo certo de DNA que faz o útero digno de ser o Ultraman Tiga. Ele é apaixonado por Rena, e mais tarde se tornaria seu marido. Embora não necessariamente, fisicamente forte ou particularmente brilhante, ele aceita e abraça o seu destino de ser Ultraman Tiga. Isso mostra a força, tem força de vontade, coragem, amor e espírito. Antes da série, Daigo era apenas um funcionário TPC normal, que pertencia à divisão de transportes. Ele foi capaz de introduzir na GUTS depois que ele foi recrutado pelo general Sawai para ser capaz de impedir o seqüestro do general Sawai de um UFO invasor. Ele acredita que a humanidade não é fraca, que sempre repete velhos erros, mas fazer de um futuro melhor para as futuras gerações. Ele luta para proteger a humanidade e o mundo como Ultraman Tiga. Daigo é diferente do Ultraman, nenhum lugar que não possui quaisquer habilidades sobrenaturais, como seus predecessores e Ultraman Tiga também sofre pelos pesares de Daigo. Tornando-os uma entidade, e também inseparáveis. No episódio 43, o item de sua transformação, a Cápsula Beta, foi roubada por Masaki Keigo. Por este ponto, Daigo provou que ele não é invencível ou uma existência especial, apesar de ser capaz de se transformar em um gigante de luz e fora um fraco humano. Masaki, que também é um descendente da antiga raça humana, como Daigo, continua a manipular a Cápsula Beta e muda o seu corpo em partículas de luz e se fundir com a estátua gigante que encontrou. Mas, intenções gananciosas e egoístas Masaki virou-se e corrompeu o novo gigante de luz para o Mal de Tiga, um gigante das trevas. Em última análise, Daigo foi capaz de recuperar a Cápsula Beta e derrota Masaki Keigo. Daigo finalmente confessa a sua verdadeira identidade como Ultraman Tiga a Rena no episódio 50 e transforma-se na frente dela. Após tentar duramente lutar contra Ghatanothoa "O senhor das trevas", Ultraman Tiga foi derrotado e voltou em uma estátua sem vida. Aparentemente, não havia mais esperança e até mesmo Guts planejou dar a estátua Tiga energia da luz, frustrado por Ghatanothoa. Os filhos da terra que ainda não tinha perdido sua fé e esperança, foram as pessoas capacitadas, que finalmente revive Ultraman e desperta Daigo, que estava preso dentro da estátua, através da sua luz mudou de Glitter Tiga. No final, com enorme poder Glitter Tiga, Daigo foi capaz de derrotar Ghatanothoa mas perdeu seu poder e não poderia transformar-se. A Cápsula Beta se transforma em pedra e desaparece. No entanto, com isso, Daigo diz a Rena que todos os seres humanos, ele acredita que isso poderia também mudar a luz com seu próprio poder.
- Rena Yanase (レナ柳瀬, Yanase Rena?): uma garota de ação, sendo a melhor piloto de caça e nenhuma capacidade de utilização de máquinas pesadas e peças de artilharia, possui uma grande compaixão por alguns dos monstros. Daigo a ama, mas torna-se mais tarde sua esposa. Após uma série de acontecimentos, ela se torna consciente da identidade de Tiga, e descobre que Daigo é Tiga e testemunha Daigo se transformar em frente a ela no episódio 50. Contudo parece ter um contato telepático com Daigo toda vez quando corre perigo.
- Capitã Megumi Iruma (キャプテンめぐみ入間, Taicho Iruma Megumi?): primeira Capitã mulher em uma série Ultra, ela tem uma presença dominante ainda maternal. Ela costuma ficar na sede e operações de campo, mas deixa nas mãos habilidosas de seu vice-capitão, Munakata. Sua influência faz a GUTS talvez menos militar do que alguns de seus superiores durante a TPC, que oferece algumas oportunidades para a tensão dramática. Ela é uma ex-cientista e ela também é uma viúva com um filho. Mais tarde, foi revelado que era a reencarnação de Yuzare. Chega a suspeitar de que Daigo fosse Tiga.
- Vice-capitão Seiichi Munakata (副キャプテン誠一宗像, Munakata Seiichi Taicho?) comandante, não gosta de brincadeiras. Ele foi salvo por Iruma e volta a seus dias na força da defesa. Um abstêmio que tem uma inclinação para o jazz em bares e vestindo um boné de beisebol. Se compromete com Iruma até o fim da série.
- Masami Horii (正美堀井, Horii Masami?): inteligente, fâ de quadrinhos e se casa durante a série. Conhecido como o "cérebro de coragem", por sua genialidade.
- Tetsuo Shinjoh (哲夫Shinjoh, Shinjoh Tetsuo?):sujeito mal-humorado, mas alto e bem paparicado por sua irmã Mayumi, enfermeira TPC e seu sobrinho Shinichi, que o chama de tio. Ele às vezes é ousado e impetuoso, mas é também um pouco medroso e inclusive fantasmas e coisas sobrenaturais. Ele faz parceria com o ingênuo Daigo ou Horii.
- Junho Yazumi (6月Yazumi, Jun Yazumi?): nos arredores da tripulação está o jovem Yazumi, comunicaivo e especialista em computadores. Quando os relatórios de um monstro alado aparece a partir da Ilha Easter, a maior parte da tripulação da GUTS assiste a isso, o segundo monstro solto desde o meteorito lançado, enquanto Yazumi fica para trás com a pesquisa o nome "Tiga". Yazumi descobre que o nome é um antigo de um bairro popular do nordeste do Japão.

## TPC
- Inspetor-Geral Souichiro Sawai (検査官ソウイチロウ澤井ジェラル, Sokan Sawai Soichiro?): chefe e fundador da TPC, e um forte defensor do GUTS. Um grande pacifista, mas também um racionalista em face dos perigos que a humanidade enfrentou. Defendeu a formação de TPC, quando ele foi secretário-geral das Nações Unidas no século XX. Freqüentemente participa de operações de campo. Também dedicado ao contacto com vida extraterrestre. Considera Daigo um jovem promissor e especial.
- Chefe da equipe oficial Masayuki Nahara (チーフスタッフ役員正幸Naharaの, Sanbo Nahara Masayuki?): um sujeito, que detesta confronto.
- Diretor Geral da Polícia Militar Tetsuji Yoshioka (憲兵哲二吉岡の局長, Yoshioka Chokan Keimukyoku Tetsuji?): é responsável pela execução da TPC. Um falcão de guerra, mas também um velho amigo do pacifista Sawai. Muitas vezes, discorda de Nahara, mas nunca age irracionalmente. Um ex-submarinista. Ele gosta de transportar e utilizar um leque japonês tradicional.
- Mayumi Shinjoh (憲兵哲二吉岡の局長, Shinjoh Mayumi?): Irmã de Shinjoh, tem 19 anos e pouco que trabalha como enfermeira na TPC. Ela tinha um namorado motociclista que morreu no episódio 15. Ela se juntou à organização com a ajuda de seu irmão mais velho.
- Professor Naban Yao (教授八尾Naban, Hakase Yao Naban?): fundador do Maxima Overdrive, que pode aproveitar o poder da luz. Como cientista, ele continua a perseguir os sonhos da sua infância. Ele leva 20 anos para transformar seu sonho de criar a maior espacionave já vista, Art Dessei).
- Diretor Técnico Omi Yanase (テクニカルディレクターの柳瀬近江, Omi Gikan Yanase?): pai de Rena, chefe da Estação Delta. Ele tem um mau relacionamento com Rena. Mas eles se reconciliam, depois que ele mostra que ele realmente ama a sua filha, quando foi capturado pelo Alien Regulan.
- Capitão Shin Hayate (新キャプテンハヤテ, Taicho Hayate Shin?): capitão da lua base Garowa. Foge para a Terra quando Garowa é aniquilado pelo monstro Menjula. Um velho amigo e sênior de Capitã Iruma, que o vê como um grande figura sênior.

## Outros
- Masaki Keigo / Evil Tiga (正樹圭吾/悪ティガ, Keigo Masaki / Tiga Iviru?) um cientista de primeira classe. Ele é um descendente da antiga raça, por possuir DNA similares. Ele encontrou uma outra estátua Ultra em Kumamoto, parecidos com os que estavam presos como Tiga. Masaki sente que tem tanto direito como o Daigo herdar a luz e humanidade que transcende sua. Assim como um deus, mas a única coisa que é uma transformação falta itens, como a Cápsula Beta de Daigo para transformá-lo em Ultra. Para se preparar para o que ele é consiga, Masaki tem treinado seu corpo, ser digno forte e poderoso, fisicamente e de ser um Ultra. Para Masaki, Daigo não merece o monopólio de se tornar luz, e se transfofrma em luz perante de Daigo. Um cão vadio segue Daigo até a base de Masaki em uma caverna, mas Daigo demonstra ser incapaz de falar de Masaki. Masaki coloca uma faísca em um conversor de lente, que é protegida por uma barreira elétrica, alterando seu corpo em partículas de luz e de fusão com a estátua Ultra. Falta no entanto, ele tem o coração ganancioso e egoísta, na intenção de se tornar no novo gigante da luz corrompido das Trevas, Evil Tiga, e levando-o para iniciar as sessões de agitação da cidade. Em última análise, para recuperar a Cápsula Beta, Daigo teve de enfrentar a eletricidade e foi capaz de romper a força de vontade que recupera a Cápsula Beta. Depois de uma luta amarga, Tiga vence o Evil Tiga suficiente usando o Raio Espacial, derrotando seu homólogo corrompido. Ao compartilhar a maior parte da energia, Evil Tiga compartilha sua fraqueza do único ser capaz de permanecer na terra por um determinado período de tempo. Evil Tiga não pode mudar da mesma forma como Tiga, devido ao curto período de tempo em que ele apareceu. Enquanto Evil Tiga é destruído, Keigo sobreviveu e foi capturado pela Autoridade. No final da série, Keigo ajuda a Guts a reviver Tiga após a derrota de Ghatanothoa, a fim de resgatar Tiga. Enquanto Guts mantinha Ghatanothoa ocupado, Keigo operava em um submarino e usaram um feixe de luz em uma tentativa de reviver o herói, e enquanto Ghatanothoa o deteve, Keigo tentava reviver Daigo profundamente dentro da estátua, que lhe permite ver as crianças do mundo chamada para ele e a sua luz como reviver Glitter Tiga.
- Makio Kirino (槇尾桐野, Kirino Makio?): um homem com habilidade extraordinária de prever eventos futuros e se comunicar com outras pessoas através de telepatia. Graças a esta habilidade, ele conhecia a identidade Daigo como Ultraman Tiga. Ele ficou com ciúmes de Daigo, por ser o Tiga e ser aclamado como um herói com seu "poder extraordinário", enquanto Makio era mesmo visto pelos outros como um monstro, Makio seguia chantageado Daigo para jogar como ele diz para derrotar o monstro Galra sem se transformar, e até ameaçou revelar a identidade Daigo como Ultraman Tiga ao mundo, se ele se transforma-se, perderia conforme as regras. Mas depois de ver que Daigo ânsiava proteger Rena, ele se toca e se redimiu dizendo a Daigo que Galra possui um ponto fraco, então ele pôde finalmente derrotá-lo. Foi o que indicou que Masaki poderia salvar Tiga a Hayate.
- Miura Tomoki (三浦智樹, Tomoki Miura?): filho único de Iruma. Ele vive com sua avó e é um gênio da computação que supera até mesmo Yazumi.
- Shinichi Shinjoh (真一Shinjoh, Shinjoh Shinichi?): sobrinho de Shinjoh, aspira também ser um grande membro da GUTS. Shinjoh detesta ser chamado de tio por ele.

## Personagens Épicos
- Daigo Nakamura (醍醐中村, Nakamura Daigo?): um ajudante de filmagem e um dos parentes de Daigo, Daigo o conheceu quando viajava no tempo.
- Eiji Tsuburaya / Ultraman (英二円谷/ウルトラマン, Tsuburaya Eiji / Urutoraman?): foi o primeiro Ultraman terrestre, Eiji conhece Ultraman e recebe a Estrela Ultra no intuito de se tornar no Ultraman e por fim acabam se tornando num só. Ajuda Tiga na batalha contra Metamorga e Menjyura. Durante a perseguição contra o monstro Bem-Lar no passado, Ultraman sem querer, atinge Shin Hayata, que é mortalmente ferido e Ultraman passa o poder da nebulosa para que possa ser o próximo Ultraman.
- Tsubasa Madoka / Ultraman Tiga (翼まどか/ウルトラマンティガ?, Madoka Tsubasa / Urutoraman Tiga?): filho de Daigo e Rena, que surge futuramente no segundo filme "Revivendo o Gigante de Luz", Tsubasa viaja em algum lugar do passado e também sem querer traz o monstro do passado. Para derrotar o monstro, Tsubasa adquire em posse a Cápsula Beta no passado e também viria a se transformar no Ultraman Tiga como seu pai Daigo.

## Armas da GUTS
- GUTS Wing 01 (GW-01): um caça avançado, com asas de varredura variável. Seria mais tarde usado pelo SuperGUTS como treino, assim como os combatentes de outras organizações.
- GUTS Wing 02 (GW-02): ele pode transportar até quatro membros da equipe. Pode abrir o seu Hyper Launcher eletromagnético, deslizando sua fuselagem para o lado.
- GUTS Wing EX-J (GW-EXJ): versão bastante modificada do GUTS Wing 02. Ela pode se dividir em EX-J α e β EX-J.
- Snow White: feitos do GUTS Wing 01 projetado para voo hipersônico.
- GUTS Wing Blue Tornado (BT GW): A GUTS Wing foi construiu 01 desenhado pela TPC. Embora a sua disponibilidade velocidade exceder GW-01 suas armas são menos eficazes.
- GUTS Wing Crimson Dragon (GW-CD): A GUTS Wing o construiu 01 desenhado pela TPC.
- Artdessei: grande fortaleza para carregar três GUTS Wings, o Artdessei possui de viajar no espaço aéreo. Também é equipado com o canhão de destruição Neo-Maxima.
- Sherlock Machine (carro GUTS): Chevrolet Camaro modificado, equipado com canhões acima do teto.
- Machine De La Mu: Chevrolet Blazer modificação, equipado com Degner Canon no teto.
- Peeper: tanque equipado com uma broca para a exploração subterrânea e de combate.
- Dolpher-202: submarino usado para missões submarinas.
- StuG 1 e 2:  motocicleta modificados para fins de missão offroad.

## Formas do Tiga
- Normal: através dessa forma, Tiga possui a capacidade de lançar raios ou até mesmos Raios Espaciais. Possui a capacidade de usar sua força para alteração da estrutura molecular, animais que foram transformados em monstros ou teletransporte, mas exige muito de sua força vital.
- Vermelho: sua força muscular aumenta, mas seu corpo fica lento, mais usado por Tiga. Possui a capacidade de disparar feixes ou até mesmo Raios Espaciais em Ghatanothoa no episódio 51.
- Roxo: sua velocidade aumenta, mas perde força muscular, possui a capacidade de lançar feixes e até mesmo raios congelados.

## Episódios
1. A Herança da Luz  (光 を 継ぐ もの, Hikari Tsugu o Mono?)
2. As Pedras Lendárias (石 の 神話, Ishi no Shinwa?)
3. A Profecia do Diabo (悪魔 の 預言, Akuma no Yogen?)
4. Adeus Planeta Terra (サ ヨ ナ ラ 地球, Sa.Yo.Na.Ra Chikyū?)
5. O Dia do Monstro (怪獣 が 出 て きた 日, Kaiju ga Detekita Hi?)
6. Segundo Contato (セカンド コンタクト, Sekando Kontakuto?)
7. O Homem Que Caiu no Mundo (地球 に 降り て きた 男, Chikyu ni Oritekita Otoko?)
8. Noite de Halloween (ハロウィン の 夜 に, Harowin no Yoru ni?)
9. A menina que espera por um monstro (怪獣 を 待つ 少女, Kaijū o Matsu Shōjo?)
10. O Parque de Diversões (閉ざさ れた 遊園 地, Tozasareta Yūenchi?)
11. Réquiem para as Trevas (闇 へ の レクイエム, Yami e no Rekuiemu?)
12. SOS do fundo do mar (深海 から の SOS, Shinkai kara no SOS?)
13. Coleção de Humanos (人间 采集 Ningen Saishū?)
14. Alvo Travado (放た れた 標的, Hanatareta Hyōteki?)
15. Energia Fantasma (幻 の 疾走, Maboroshi no Shissō?)
16. Revivendo o Demônio (よみがえる 鬼神, Yomigaeru Kishin?)
17. A Batalha entre o Vermelho e o Azul (赤 と 青 の 戦い, Aka to Ao no Tatakai?)
18. Contra-ataque do Golza (ゴルザ の 逆襲, Goruza no Gyakushu?)
19. A GUTS no Espaço (parte 1) (GUTS よ 宙 (そら) へ 前編, Gattsu yo e Sora (Zenpen)?)
20. A GUTS no Espaço (parte 2) (GUTS よ 宙 (そら) へ 後編, Gattsu yo e Sora (Cohen?)?)
21. Transformando-se em Deban (出番 だ デ バン!, Deban da Deban?)
22. A Vinda de Nevoeiro (霧 が 来る, Kiri ga Kuru?)
23. O Mundo dos Dinossauros  "(恐竜 たち の 星, Kyoryū-tachi no Hoshi?)
24. Perigo na Auto-Estrada (行け! 怪 獣 探 検 队, Ike! Kaijyū Tankentai?)
25. O Dia do Julgamento Final (悪魔 の 審判, Akuma no Shinpan?)
26. O Monstro do Mal que Veio do arco-íris (虹 の 怪獣 魔境, Niji no Kaijū Makyō?)
27. Eu vi Obico! (オビコ を 見た!, Obiko o Mita!?)
28. Frágil ... (うたかた の ..., Utakata no ...?)
29. Memória na Noite Azul (青い 夜 の 記憶, Aoi Yoru no Kioku?)
30. Monstro no Zoo (怪 獣 动物园, Kaijū Doōbutsuen?)
31. O Ataque ao Comando Central da GUTS (襲わ れた 基地 GUTS, Osowareta Gattsu Kichi?)
32. Defesas em Zelda Point (ゼルダポイント の 攻防, Zeruda Pointo no Kōbō?)
33. Cidade de Vampiros (吸血 都市, Kyūketsu Toshi?)
34. Para o limite sul (南 の 涯 て まで, Minami no Hate Made?)
35. A Bela Adormecida (眠り の 乙女, Nemuri no Otome?)
36. O Sorriso que transcende o tempo (時空 を こえた 微笑, Toki o Koeta Hohoemi?)
37. A Flor (花, Hana?)
38. Miragem de Monstro (蜃気楼 の 怪獣, Shinkirō no Kaijū?)
39. Caro Sr. Ultraman (拝啓 ウルトラマン 様, Haikei Urutoraman-sama?)
40. Sonhos (梦, Yume?)
41. Amigo do Espaço (宇宙 から の 友, Uchu kara no Tomo?)
42. A Cidade da Menina Desaparecida (少女 が 消えた 街, Shōjo ga Kieta Machi?)
43. Tubarão Terrestre (地 の 鮫, Chi no Same?)
44. Aquele que Herda as Trevas (影 を 継ぐ もの, Kage o Tsugu Mono?)
45. ida Eterna (永遠 の 命, Eien no Inochi?)
46. Pais e Filhos (いざ 鎌倉!, Iza Kamakura!?)
47. Adeus às Trevas (闇 に さようなら, Yami ni Sayōnara?)
48. Fugitivo da Lua (月 から の 逃亡 者, Tsuki kara no Tōbōsha?)
49. A Estrela Ultra (ウルトラ の 星, Urutora no Hoshi?)
50. Rumo ao infinito! (もっと高く!～Take Me Higher!～ Motto Takaku!~Teiku Mī Haiyā~)
51. Mestre das Trevas (暗黒の支配者 Ankoku no Shihaisha)
52. A luz em cada um de nós (輝けるものたちへ Kagayakeru Mono-tachi e)

## Filme
- Ultraman Tiga: A Odisseia Final 1999
- Ultraman Tiga Gaiden: Revivendo o Antigo Gigante 2000

## Team Up
- Ultraman Tiga e Dina: Guerreiro da Estrela de Luz
- Ultraman Tiga, Dina e Gaia: Batalha Ultra-Dimensional
- Superior Ultraman: 8 Irmãos
- Ultraman Ginga S: Apareça! Os 10 Guerreiros Ultra!!
- Ultraman X: Aqui se fala! Nosso Ultraman

## Elenco
- Hiroshi Nagano: Daigo Madoka/ Ultraman Tiga
- Mio Takaki: Capitã Megumi Iruma
- Akitoshi Ohtaki: Vice-Cap. Seiichi Munakata
- Yukio Masuda: Masami Horii
- Shigeki Kagemaru: Tetsuo Shinjoh
- Yoichi Furuya: Jun Yazumi
- Takami Yoshimoto: Rena Yanase
- Issei Futamata: Narrador

## Dubladores Brasileiros
- Daigo Madoka / Ultraman Tiga : Eduardo Borgueth
- Capitã Megumi Iruma: Mabel Cezar
- Vice-Cap. Seiichi Munakata: Sérgio Stern
- Masami Horii: Hamilton Ricardo
- Tetsuo Shinjoh: Ettore Zuim
- Jun Yazumi: Thiago Fagundes
- Rena Yanase: Marisa Leal
- Locutor: Marco Ribeiro
- Narrador: Pietro Mário
- Estúdio: Audio News

## Filme
- Shin Asuka/Ultraman Dyna: Hermes Baroli
- Gamu Takayama/Ultraman Gaia: Fábio Lucindo
- Mirai Hibino/Ultraman Mebius: Rodrigo Andreatto
- Shin Hayata/Ultraman: Márcio Simões
- Dan Maroboshi/Ultraseven: Celso Vasconcellos
- Hideki Go/Ultraman Jack: Ionei Silva
- Seiji Hokuto/Ultraman Ace: Orlando Viggiani